# توماس إي. وايت
توماس إي. وايت (بالإنجليزية: Thomas E. White)‏ هو مدير وسياسي أمريكي، ولد في 14 ديسمبر 1943 في ديترويت في الولايات المتحدة. انتخب وزير الجيش الأمريكي ‏ (31 مايو 2001 – 25 أبريل 2003).